# Divara van Haarlem

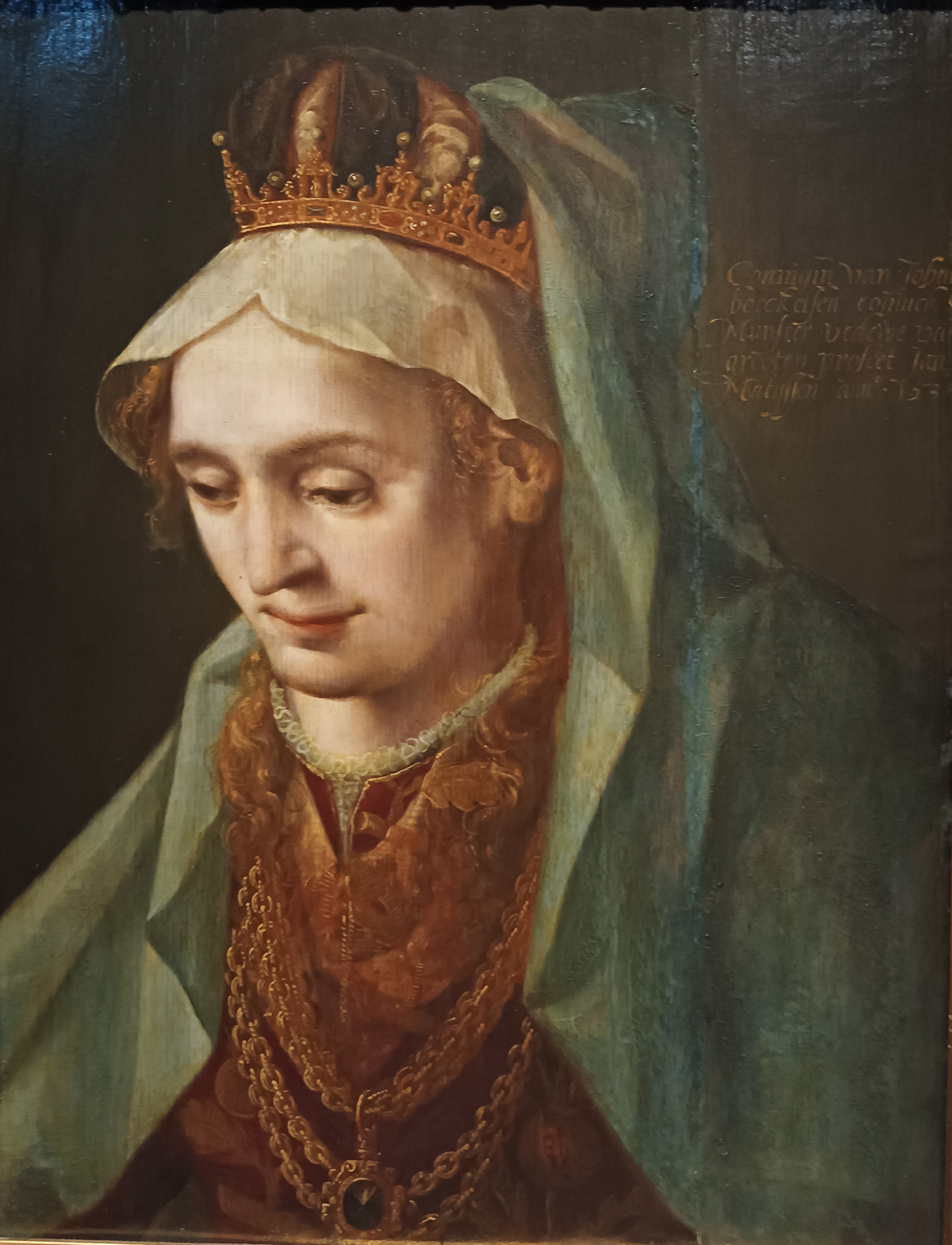
Divara van Haarlem.

Divara van Haarlem även känd som Dieuwertje Brouwersdr., född i Haarlem 1511, död i Münster 7 juli 1535, holländsk anabaptist; genom sitt giftermål med Jan van Leiden drottning av Münster under anabaptisternas regim. 
Hon kom från Haarlem, där hennes far var bryggare, och inledde 1533 en "andlig gemenskap" med anabaptisten Jan Matthijsz. van Haarlem, som hon följde till Münster. Gift år 1535 med profeten Jan van Leiden, som hade grundat en teokrati i staden och utnämnt sig till kung. Leiden införde månggifte för män och hade sexton bihustrur, bland dem Elisabeth Wandscherer, men Divara utsågs till främsta hustru och fick titeln drottning, gyllene kläder, guldhalsband och en gyllene krona och en privat bostad med eget hov. 13 oktober 1534 ledde hon distributionen av brödet och vinet vid en offentlig nattvard för 2.000-6.000 personer som hölls på stadens torg. Då staden intogs av de belägrande tillfångatogs hon och halshöggs tillsammans med fyra andra kvinnor. 
José Saramago och Azio Corghi skapade 1993 operan Divara - Wasser und Blut baserad på hennes liv.